# Colom de Caiena
El colom de Caiena (Patagioenas cayennensis) és una espècie d'ocell de la família dels colúmbids (Columbidae) que habita sabanes, boscos clars i manglars de la zona Neotropical, des de Veracruz i Tabasco cap al sud per Amèrica Central i del Sud fins a l'oest i est de l'Equador, est del Perú, nord i est de Bolívia, el Paraguai, nord de l'Argentina i sud del Brasil.